# クアトロ
クアトロ（スペイン語：Cuatro）はラテンアメリカの弦楽器である。カリブ海沿岸地方、特にベネズエラおよびプエルトリコで人気が高い。
起源はスペインのギターから派生したカナリア諸島の弦楽器「ティンプレ」にあると思われる。ごく近い楽器に、ブラジルのカバキーニョがある。
クアトロという単語の原義はスペイン語の「4」であるが、地域によっては4弦を超える多弦のクアトロが存在する。それぞれの地域におけるクアトロは名称こそ同一であるものの、楽器としては全く違う存在である。

## ベネズエラのクアトロ
ベネズエラにおけるクワトロは、ウクレレと類似し、ウクレレよりやや大型の弦楽器である。様々なチューニングが存在するが、一般的にはA3-D4-F#4-B3（国際式、A3はピアノの中央Cの短3度下のA）に調弦され、2フレットにカポタストを装着したウクレレと比して4弦・1弦がオクターブ下に調弦されることとなる。なお、一部の弦が複弦となっているクアトロ、5弦（あるいは5コース）を張るクアトロも一部存在する。
独特の複雑なストロークでリズムを刻むことが多く、ホローポなどのベネズエラのフォルクローレで大きな役割を果たしている。また、アルパの伴奏として使われることも多い。

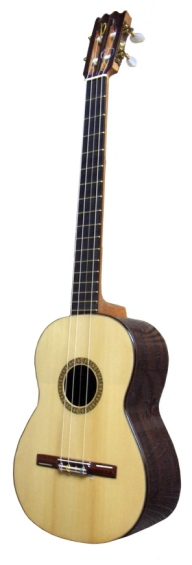
ベネズエラのクアトロ

## プエルトリコのクアトロ
プエルトリコのクアトロはギターとマンドリンの中間程度のサイズ、500～520ミリメートルの弦長、ヴァイオリンに類似したボディ形状を持つ5コースの弦楽器で、5本のスチール弦は順に(B3|B2)-(E4|E3)-(A3|A4)-(D4|D4)-(G4|G4)に調弦される。
ストロークにより演奏されるほか、メロディやアルペジオにより演奏されることも多い。

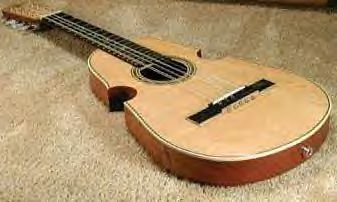
プエルトリコのクアトロ

## 関連記事
- トレス (楽器)（英語版） - キューバの3弦の楽器。